# Tercera Federació

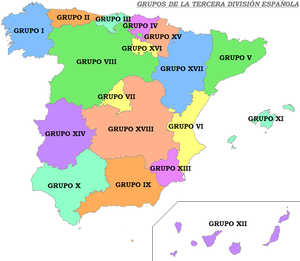
Grups de la Tercera Divisió RFEF

La Tercera Divisió RFEF, coneguda com a Tercera RFEF o Tercera Federació, és el cinquè nivell del sistema de lligues de futbol d'Espanya des del 2021. És la categoria posterior a la Segona Divisió RFEF. La seva organització depèn de la Real Federació Espanyola de Futbol, de la qual pren la seva denominació. Consta de 18 grups, amb 16 equips cadascun (a partir de la temporada 2022-2023). El seu estatus és semiprofessional.
Fins al 2021 no existia un cinquè nivell de futbol estatal, ja que del quart nivell, que ocupava la Tercera Divisió, es descendia a les categories regionals. Es va crear amb els últims 26 equips de la temporada 2020-21 de la Segona Divisió B, 234 equips classificats de la temporada 2020-21 de la Tercera Divisió i 60 ascendits de les divisions regionals, sent un total de 320 equips en aquesta primera campanya.

## Sistema de competició
La Tercera Divisió RFEF està integrada per un total de 288 clubs dividits en 18 grups de 16 equips cadascun (a partir de la temporada 2022/23) i distribuïts per federació territorial, excepte en el cas de la Federació Andalusa que organitza dos d'aquests grups i inclou els clubs de les ciutats autònomes de Ceuta i Melilla, els primers amb els andalusos occidentals i els segons amb els orientals.
El sistema de competició és el mateix que en la resta de categories de la Lliga. Es disputa anualment, començant a la fi del mes d'agost o principis de setembre, i conclou el mes de maig o juny del següent any.
Els setze equips de cada grup s'enfronten tots contra tots en dues ocasions, una en camp propi i una altra en camp contrari, la qual cosa suma un total de trenta-quatre jornades. L'ordre de les trobades es decideix per sorteig abans de començar la competició. El guanyador d'un partit obté tres punts, el perdedor no suma cap i, en cas d'un empat, es reparteix un punt per a cada equip.

### Ascens i descens de categoria
Ascendiran 27 equips a la Segona RFEF: d'una banda, els 18 campions de grup; d'altra banda, els 9 vencedors d'un play-off interterritorial a disputar en terreny neutral, al que accediran els al seu torn vencedors dels play-off territorials que disputaran els classificats entre el segon i el cinquè lloc en cadascun dels grups.
El nombre de places de descens a categories regionals serà definit per cadascuna de les federacions territorials (al voltant de quatre places per grup).

### Equips filials
Els equips filials poden participar en Tercera Divisió RFEF si els seus primers equips competeixen en una categoria superior. Els filials i els seus respectius primers equips no poden competir en la mateixa divisió; per això, si un equip descendeix a Segona Divisió RFEF i el seu filial guanya els play-off d'ascens a aquesta categoria, haurà de quedar-se obligatòriament en Tercera RFEF. De la mateixa manera, un filial que s'hagi classificat per a la fase d'ascens a Segona Divisió RFEF no pot disputar-la si el primer equip milita en aquesta categoria. En aquest cas, el substitueix el següent classificat del seu grup que sí pugui ascendir. Això no serà així si el primer equip milita a Segona Divisió RFEF, però es classifica per a la fase d'ascens a Primera Divisió RFEF.

## Participants
Els grups són els mateixos de l'antiga Tercera Divisió.

### Grups tercera RFEF
| - Grup I: Galícia - Grup II: Astúries - Grup III: Cantàbria - Grup IV: País Basc - Grup V: Catalunya - Grup VI: Comunitat Valenciana - Grup VII: Comunitat de Madrid - Grup VIII: Castella i Lleó - Grup IX: Andalusia Oriental i Melilla | - Grup X: Andalusia Occidental i Ceuta - Grup XI: Balears - Grup XII: Canàries - Grup XIII: Comunitat de Múrcia - Grup XIV: Extremadura - Grup XV: Navarra - Grup XVI: La Rioja - Grup XVII: Aragó - Grup XVIII: Castella-la Manxa |

| Equips Grup V -Temporada 2025-26 - Catalunya |  |
| --- |  |
| \| C. F. Badalona • C. F. Can Vidalet • Cerdanyola del Vallès F. C. • U. E. Cornellà • C. E. Europa "B" • F. E. Grama • F. C. L'Escala • C. E. L'Hospitalet • C. E. Manresa • C. F. J. Mollerussa • C. F. Montañesa • C. F. Peralada • C. P. San Cristóbal • Som Maresme F. C. • U. E. Tona • U. E. Vic • C. F. Vilanova i la Geltrú • Lleida CF \|                                  |  |
| |  |
| Equips Grup VI -Temporada 2025-26 - Comunitat Valenciana |  |
| U. D. Alzira • Atlètic Llevant U. D. • Atlètic Saguntí • Atzeneta U. E. • Club_Deportivo_Buñol • U. D. Castellonenc • Crevillent Esportiu • Hèrcules C. F. "B" • F. C. Jove Español San Vicente • Club_de_Fútbol_La_Nucía • Ontinyent 1931 C. F. • C. F. Recambios Colón • C. D. Roda • C.D. Soneja • Ath. C. Torrellano • C. D. Utiel • U. D. Vall de Uixó • Vila-real C. F. "C"    |  |
| Equips Grup XI -Temporada 2025-26 - Illes Balears |  |
| U. D. Alcúdia • C. D. Binissalem • C.E._Cardassar • U. D. Collerense • C. D. Constància • C. D. Felanitx • S. D. Formentera • Inter Ibiza C. D. • C. D. Llosetense • R. C. D. Mallorca "B" • C. D. Manacor • C. E. Mercadal • S. E. Penya Independent • S. C. R. Penya Esportiva Santa Eulària • C. F. Platges de Calvià • U. D. Rotlet Molinar • C. D. Santanyí • C. D. Son Cladera |  |
| C. F. Badalona • C. F. Can Vidalet • Cerdanyola del Vallès F. C. • U. E. Cornellà • C. E. Europa "B" • F. E. Grama • F. C. L'Escala • C. E. L'Hospitalet • C. E. Manresa • C. F. J. Mollerussa • C. F. Montañesa • C. F. Peralada • C. P. San Cristóbal • Som Maresme F. C. • U. E. Tona • U. E. Vic • C. F. Vilanova i la Geltrú • Lleida CF                                        |  |